# 莫尔维诺夫湾
莫尔维诺夫湾（俄语：Залив Мордвинова）或爱郎湾（日语：／）位于萨哈林岛东岸，是鄂霍次克海的一部分，东部边界是托尼诺-阿尼瓦半岛。以俄罗斯海军上将尼古拉·谢苗诺维奇·莫尔维诺夫命名。平均温度2℃，最热月8月均温15℃，最冷月1月均温−12℃。年平均降雨量为933毫米；8月降雨量最多，达132毫米；3月降雨最少，为38毫米。有64K-18公路滨海。